# Deborah Secco
Deborah Fialho Secco Moura (Río de Janeiro, 26 de noviembre de 1979) es una actriz brasileña.

## Trayectoria
Su primer papel prominente estaba en la serie Confesiones de Adolescentes (Confissões de Adolescente), en 1994, en la Televisión Cultura. La Obra era basada en María Mariana en las anotaciones homónimas, en esa obra ella interpretó a Carol.      
En 1999, apareció en el Suave veneno, en la Rede Globo, como Marina, una amante de futbolistas. En el mismo año ella posó para la revista Playboy.      
En 2000 actuó como la villana Íris Frank Lacerda Mendes, en los Lazos de Familia (Laços de Família). Por consiguiente después de, en 2001, ella fue primera protagonista, Cecília de Sá, en La Patrona (A Padroeira).      
En 2002, en la novela El Beso del Vampiro (O Beijo do Vampiro), Deborah era Lara. Por este tiempo ella posó durante el segundo tiempo para la revista de Playboy.      
En 2003, era el tiempo de Darlene Sampaio perturbado, de Celebridad (Celebridade), un carácter poco escrupuloso y que ella tenía como objetivo la fama.      
En 2005, actuó como la Sol del Oliveira, una mujer que tiene el sueño de ganar la vida incluso en los Estados Unidos, como inmigrante ilegal, y uno de los protagonistas de la novela América (América).      
En 2006, participó en el Concurso de Bailes en el Hielo del programa Domingazo del Faustón (Domingão do Faustão), terminando en tercer lugar. En la mitad de ese cuadro, ella se fracturó dos costillas. Ahora ella está interpretando su segundo papel de villano, Elizabeth Aparecida Barra, en el dibujo Animado Pie en la Pezuña (Pé na Jaca).
En su vida personal, ha declarado haber mantenido relaciones tanto con hombres como con mujeres.

## Filmografía

### Televisión
| Año  | Título                    | Personaje                 |
| ---- | ------------------------- | ------------------------- |
| 1990 | Mico Preto                | Denise Menezes Garcia     |
| 1990 | Meu Bem, Meu Mal          |                           |
| 1993 | Contos de Verão           | Fabíola                   |
| 1994 | Confissões de Adolescente | Carol                     |
| 1995 | La próxima víctima        | Carina Carvalho Rossi     |
| 1996 | Vira-Lata                 | Tatu (Bárbara)            |
| 1997 | Zazá                      | Dora                      |
| 1998 | Era Uma Vez               | Emília                    |
| 1999 | Suave veneno              | Marina                    |
| 1999 | Terra Nostra              | Hannah                    |
| 2000 | Lazos de familia          | Íris Frank Lacerda Mendes |
| 2001 | A Padroeira               | Cecília de Sá             |
| 2002 | O Beijo do Vampiro        | Lara                      |
| 2003 | Celebridad                | Darlene Sampaio           |
| 2005 | América                   | Sol de Oliveira           |
| 2006 | Pé na Jaca                | Aparecida Barra           |
| 2007 | Paraíso Tropical          | Betina                    |
| 2008 | La favorita               | Maria do Céu              |
| 2010 | As Cariocas               | Alice                     |
| 2011 | Insensato corazón         | Natalie Lamour            |
| 2011 | Bruna surfhistina         | Raquel/Bruna              |
| 2012 | Louco por Elas            | Giovanna Bianchi          |
| 2013 | A Grande Família          | Bianca                    |
| 2014 | Boogie Oogie              | Inês                      |
| 2018 | Nuevo sol                 | Karola                    |
| 2020 | Salve-se Quem Puder       |                           |

## Perfil
- Ha aparecido en varios marcas, como Le Postiche, el Hawaiano, Intelig, Medio a la Succión, el Bazar Ação Criança Mega, Atroveran, está "Anticuado, Drogas Bah", Telê Sena, Subraye a la Muchacha Planetaria, la Línea de cosméticos de Avon.
- Es católica y cree en la reencarnación.[cita requerida]
- Posó para el sitio Paparazzo y dos veces para la revista Playboy.
- Fue nombrada la mujer más sexy del mundo en 2002 por la revista VIP.